# Adorus tenuis
Adorus tenuis är en rundmaskart som beskrevs av Cobb In Thorne 1939. Adorus tenuis ingår i släktet Adorus och familjen Alaimidae. Inga underarter finns listade i Catalogue of Life.